# Jessica Williams (Musikerin)

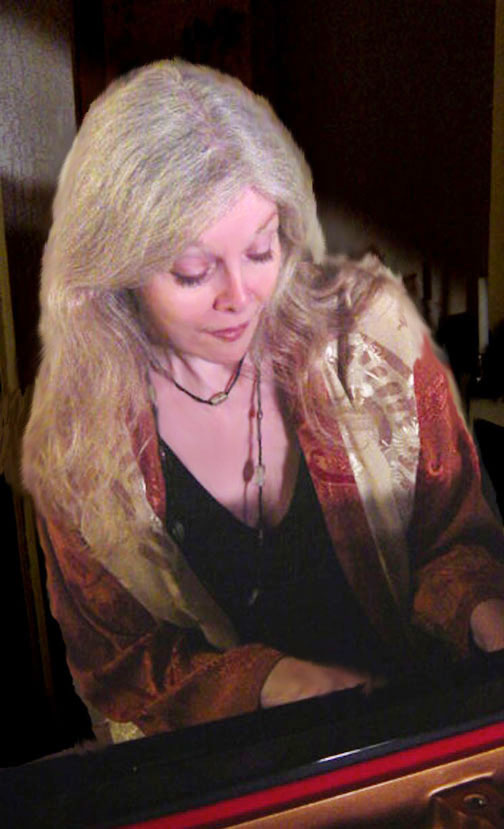
Jessica Williams. Cover-Photo (von E Arc) von ihrem 2004 Soloalbum auf Hep Records, „The Real Deal“

Jessica Jennifer Williams (* 17. März 1948 in Baltimore, Maryland; † 12. März 2022) war eine US-amerikanische Jazzmusikerin (Piano, Komposition).

## Leben und Wirken
Jessica Williams bekam schon mit vier Jahren Klavierstunden und lernte klassisches Klavierspiel am Peabody Conservatory of Music, seit sie sieben war. Später zog ihre Familie nach Philadelphia; dort spielte sie später im Quintett von Philly Joe Jones.
Im Jahr 1977 zog sie nach San Francisco, wo sie in Jazzclubs mit verschiedenen Hausbands arbeitete, so für Eddie Harris, Dexter Gordon, Tony Williams und Stan Getz. Sie wurde auch Hauspianistin für den Club Keystone Korner. Außerdem nahm sie für die Jazzlabels Candid, Fantasy, Timeless, Concord, Jazz Focus, Hep und Maxjazz eine Vielzahl von Alben auf. 1997 gründete sie ihr eigenes Label, Red and Blue Recordings, auf dem fortan ihre Alben erschienen. Außerdem leitete sie einen eigenen Musikverlag, JJW Music. 2004 und 2006 trat sie auf den „Mary Lou Williams Women in Jazz Festivals“ im John F. Kennedy Center for the Performing Arts in Washington, D.C. auf. Sie lebte inzwischen im Bundesstaat Washington. Mitte der 2010er-Jahre zwangen sie gesundheitliche Probleme, ihre Karriere als Musikerin aufzugeben.
Nach Richard Cook und Brian Morton vereinte sie in ihrem Stil Elemente des Spiels von Art Tatum, Dave Brubeck, Bill Evans und Hampton Hawes.
Jessica Williams starb am 12. März 2022, wenige Tage vor ihrem 74. Geburtstag.

## Auszeichnungen
Für die Alben Nothin’ but the Truth 1986 und Live At Yoshi’s, Vol. 1 2004 wurde sie für den Grammy nominiert; außerdem erhielt sie Stipendien vom National Endowment for the Arts 1984 und 1988, den Rockefeller Grant für Komposition 1989, den Alice B. Toklas Grant für Komponistinnen 1992, den John Simon Guggenheim Memorial Foundation Fellowship 1995. 2002 war sie Artist of the Year im kalifornischen Santa Cruz County. Im Billboard Magazine erreichte ihr Album This Side Up im Jahr 2002 Platz 24 im Bereich der Jazzalben.

## Diskographische Hinweise
- 1976: Portal of Antrim – Adelphi
- 1986: Nothin’ but the Truth – Black Hawk
- 1990: …And Then, There’s This! – Timeless
- 1992: At Maybeck: Maybeck Recital Hall Series, Volume 21 – Concord Jazz
- 1993: Next Step – Hep
- 1994: Encounters – Jazz Focus
- 1995: Inventions – Jazz Focus
- 1995: Intuition – Jazz Focus
- 1996: Gratitude – Candid
- 1996: Jessica’s Blues – Jazz Focus
- 1996: Victoria Concert – Jazz Focus
- 1997: Higher Standards – Candid
- 1998: Encounters, Vol. 2 – Jazz Focus mit Leroy Vinnegar
- 1998: Joyful Sorrow: A Solo Tribute to Bill Evans – BlackHawk
- 1999: Ain’t Misbehavin'  – Candid
- 2000: Jazz in the Afternoon – Candid
- 2000: Blue Fire – Jazz Focus
- 2001: I Let a Song Go Out of My Heart – Hep
- 2001: Some Ballads, Some Blues – Jazz Focus
- 2002: This Side Up – Maxjazz
- 2003: All Alone – Maxjazz
- 2004: Live At Yoshi’s, Vol. 1 – Maxjazz
- 2004: The Real Deal – Hep Jazz
- 2005: Live at Yoshi’s, Vol. 2 – Maxjazz
- 2006: Billy’s Theme: A Tribute to Dr. Billy Taylor – Origin
- 2011: Freedom Trane
- 2012: Songs of Earth – Origin
- 2014: With Love – Origin

## Lexikalischer Eintrag
- Richard Cook, Brian Morton: The Penguin Guide of Jazz on CD. 6. Auflage. Penguin, London 2002, ISBN 0-14-051521-6.